# 四跨膜蛋白
四跨膜蛋白家族（transmembrane 4 superfamily，TM4SF）是一组小分子量的糖蛋白，分子量范围在20一 50kDa之间，大约由20多个成员组成，是多种组织细胞的膜组成成份，其中大多数为白细胞表面蛋白。TM4SF家族在结构上属于细胞膜糖蛋白的特殊家族，具有4个高度疏水的跨膜结构域（TMI一TM4）。在4个跨膜结构域之间有2个亲水区细胞外环，在TMI、TMZ之间形成小亲水区，在TM3、TM4之间形成大亲水区。大、小亲水区分别含有20一80个氨基酸残基和76一131个氨基酸残基。在细胞外亲水区中含有糖基化位点，其中细胞外大亲水区还含有4个高度保守的半肤氨酸残基，是细胞与外部环境因素结合的主要部位。一般认为，TM4SF功能包括细胞内钙水平的调节、酪氨酸磷酸化、蛋白激酶C的依赖功能，并能与其它分子结合形成大的复合物，影响其它细胞表面分子的分布和功能。TM4SF家族成员CD9、CD63、CD81、CD82和CD151分别与不同细胞的生长、迁移、信号转导和孰附效应有关。